# حرب النجوم: القوة تنهض
حرب النجوم الجزء السابع: القوة تنهض (بالإنجليزية: Star Wars VII: The Force Awakens)‏ هو فيلم أوبرا فضاء ملحمي منتج في الولايات المتحدة وصدر في سنة 2015. الفيلم من إخراج جاي جاي أبرامز والذي شارك أيضاً في كتابته وإنتاجه. من بطولة هاريسون فورد ومارك هاميل وكاري فيشر وآدم درايفر وديزي ريدلي وجون بويغا وأوسكار إسحاق ولوبيتا نيونقو وأندي سركيس. أحداث الفيلم تقع بعد 30 سنة من أحداث عودة الجيداي، وتتبع صراع المقاومة ضد القوة العسكرية الشريرة (فيرست أوردر).
القوة تنهض هو أول فيلم ضمن ثلاثية حرب نجوم جديدة أعلن عنها بعد أن استحوذت ديزني في أكتوبر 2012 على استوديو لوكاس فيلم المنتج لحرب النجوم. التصوير بدأ في أبريل 2014 في أبو ظبي وآيسلندا، بينما التصوير الرئيسي في آيرلندا وإنجلترا.
حظي الفيلم بعرضه الأول في 14 دسيمبر 2015 في لوس أنجلوس قبل 4 أيام من عرضه عالمياً. لاقى الفيلم استحسان النقاد الذين قارنوه بالأجزاء الثلاثة الأصلية، مادحين مشاهد الحركة والشخصيات والتمثيل والمؤثرات الخاصة والموسيقى التصويرية والدراما العاطفية. ديزني دعمت الفيلم بحملة دعائية مكثفة حول العالم. كسر الفيلم العديد من الأرقام القياسية، من ضمنها أكبر أفتتاحية عالمياً على الإطلاق وأسرع فيلم يحقق مليار دولار أمريكي.
حطم الفيلم العديد من أرقام شباك التذاكر القياسية وأصبح أعلى فيلم حصدا للإيرادات في سلسلة أفلام حرب النجوم، والفيلم الأعلى ربحًا في أمريكا الشمالية، والفيلم الأعلى ربحًا لعام 2015، والفيلم الثالث الأعلى ربحًا علي الإطلاق في تاريخ السينما، مع إجمالي عالمي يبلغ أكثر من ملياري دولار وأرباح صافية أكثر من 780 مليون دولار. الفيلم حصل على خمسة ترشيحات لجوائز الأوسكار وأربعة ترشيحات لجوائز أكاديمية بريطانية للأفلام، حيث فازت بجائزة أفضل مؤثرات بصرية خاصة. تلاه فيلم الجيداي الأخير في ديسمبر 2017، وحرب النجوم: الحلقة التاسعة المقرر صدوره في عام 2019.

## القصة
تقع أحداث الفيلم بعد 30 سنة من هزيمة الإمبراطورية وموت Darth Vader القائد النافذ في الإمبراطورية الكائنة في المجرة، فتتكون صراعات جديدة في المجرة بعد الهزيمة النكراء التي نالتها الإمبراطورية، تقدم القصة ثلاثة شخصيات جدد يبرزون على الساحة بالإضافة إلى الشخصيات المشهورة من الأجزاء السابقة.
بعد ثلاثين عاما من الحرب الأهلية المجرية، صعدت المرتبة الأولي وهي ديكتاتورية عسكرية بعد سقوط إمبراطورية المجرة وتسعى للقضاء على الجمهورية الجديدة والمقاومة، المدعومة من قبل الجمهورية بقيادة الجنرال ليا أورجانا التي تعارضهم بينما تبحث عن شقيقها، لوك سكاي ووكر.
على كوكب جاكو، يستلم قائد المقاومة بو دامرون خريطة لموقع لوك من قرية سان لوركا. يًدمر جنود المرتبة الأولي بقيادة كيلو رين القرية ويسجنون بو دامرون، بينما يقتل كيلو سان تيكا. يهرب الألي بي بي8 مع الخريطة ويلتقي بجامعة خردوات، راي، بالقرب من مستوطنة خردة. يقوم كيلو رين باستخدام القوة ويعلم أن الجندي رقم ف ن 2187 غير راغب في تنفيذ أوامر القتل، يقوم بعد ذلك الجندي بتحرير بو، ويهربون في مقاتلة تاي المسروقة. بعدها يتجهون نحو جاكو لاستعادة بي بي 8 ، فتسقط المركبة من قبل مدمرة من قوات المرتبة الأولى وتتحطم مركبتهم على كوكب جاكو. فين يبقى على قيد الحياة بينما يتوفى بو في الحادث. يلتقي بري وبي بي 8، لكن قوات المرتبة الأولى تتبعهم وتطلق غارة جوية. يهرب فين وراي وبي بي 8 من كوكب جاكو في مركبة ميلينيوم فالكون.
يقبض على ميلينيوم فالكون من قبل سفينة أكبر يقودوها هان سولو وتشوباكا، ويستعيدون سفينتهم السابقة. بعدها يتعرضون للهجوم من قبل عصابات تسعى إلى تسوية بعض الديون مع هان. تقوم العصابات بإبلاغ المرتبة الأولى. في قاعدة قاتل النجوم، تدمر المرتبة الأولى كوكب سوبيرفاون باستخدام طاقة نجمية، وذلك بعدما سمح الزعيم الأسمى سنوك للقائدة هكس باستخدام السلاح. بعدها يتساءل سنو عن قدرة «كايلو» على التعامل مع المشاعر المتعلقة بأبيهِ هان سولو؛ يقول كيلو رين إن هان سولو لا يعني شيئًا له.
يحدد طاقم ميلينيوم فالكون خريطة بي بي 8 غير كاملة. يشرح هان أن لوك سكاي ووكر حاول إعادة بناء قوات الجيداي لكنه نفى نفسه عندما تحول أحد المتدربين إلى الجانب المظلم ودمر المعبد وذبح المتدربين الآخرين.
يسافر الطاقم إلى كوكب تاكودانا ويلتقي مع ماز كتانا، التي تقدم المساعدة لوصول بي بي 8إلى المقاومة. راي تنجذب إلى قبو منعزل وتجد السيف الضوئي الذي كان فيما مضى ملك لوك سكاي ووكر ووالده أنكين سكاي ووكر. بعدها ترى رؤى مزعجة وتهرب إلى الغابة. تمنح ماز فين السيف الضوئي لحمايته.
تطلق «ستاركيلر بيز» النار وتدمر نظام الجمهورية وجزء من أسطولها لكن ينجو هان وتشوباكا وفين بواسطة طائرة بقيادة بو دامرون، الذي نجا من الحادث على جاكو. تصل ليا إلى تاكودانا مع سي ثري بي أو وتجتمع مع هان وتشوباكا. لكن في هذه الأثناء، يأسر كيلو رن راي ويأخذها إلى قاعدة ستاركيلر، لكنها تقاوم محاولاته في قراءة عقلها. بعدها تكتشف راي أنها يمكنها أن تستخدم القوة، تهرب ري باستخدام خدعة العقل على حارسها.
يلاحق كيلو المصاب فين وراي إلى السطح. كيلو يهزم فين في مبارزة، مما يتركه مصابا بجروح بالغة. ولكن تأخذ راي السيف الضوئي ويستخدم القوة لهزيمة كايلو قبل أن يفصل بينهما شرخ بينما يبدأ الكوكب في التفكك. تهرب راي وتشوباكا مع فين الذي كان فاقد الوعي في ميلينيوم فالكون. في «دكار»، تحتفل «المقاومة» في حين أن «ليا» و «تشوباكا» و «راي» تنعي وفاة «هان». يوقظ أر تو دي تو ويكشف عن بقية الخريطة، التي تتبعها راي إلى الكوكب آهش تو. وهناك تجد لوك سكاي ووكر وتقدم له مع السيف الضوئي.

### الشخصيات
- راي (تلعب دورها: ديزي ريدلي)
- فين (يلعب دوره: جون بويغا)
- كايلو رين (يلعب دوره: آدم درايفر)
- هان سولو (يلعب دوره: هاريسون فورد)
- الأميرة ليا (تلعب دورها: كاري فيشر)
- لوك سكاي ووكر (يلعب دوره: مارك هاميل)
- بي بي 8
- تشوباكا
- سي ثري بي أو

## طاقم التمثيل
- كيني بيكر

## الاستقبال

### رأي النقاد
تلقى الفيلم مراجعات إيجابية جداً وحصل على متوسط 92% على موقع الطماطم الفاسدة بناء على 343 مراجعة، فيما حصل على معدل 81% على موقع ميتاكريتيك بناء على 52 تعليقاً

### شباك التذاكر
في افتتاحية الفيلم في شباك التذاكر حقق الفيلم أعلى إيرادات في التاريخ والتي بلغت 529 مليون دولار، وفي شهره الأول في دور السينما من طرحه تخطى حاجز المليار ونصف وأصبح أكثر الأفلام دخلا في شباك التذاكر في أمريكا الشمالية تاريخيا، وقد حقق على المستوى المحلي نحو 934.9 مليون
$، إضافة إلى أكثر من مليار ومائة وثمانية وعشرون مليون دولار في باقي الدول، لتصل إيراداته الإجمالية إلى 2,063,340,519 $

## وصلات خارجية
- حرب النجوم: القوة تنهض على موقع IMDb (الإنجليزية)
- حرب النجوم: القوة تنهض على موقع ميتاكريتيك (الإنجليزية)
- حرب النجوم: القوة تنهض على موقع روتن توميتوز (الإنجليزية)
- حرب النجوم: القوة تنهض على موقع نتفليكس (الإنجليزية)
- حرب النجوم: القوة تنهض على موقع قاعدة بيانات الأفلام العربية
- حرب النجوم: القوة تنهض على موقع ألو سيني (الفرنسية)
- حرب النجوم: القوة تنهض على موقع Turner Classic Movies (الإنجليزية)
- حرب النجوم: القوة تنهض على موقع أول موفي (الإنجليزية)
- حرب النجوم: القوة تنهض على موقع بوكس أوفيس موجو (الإنجليزية)
- حرب النجوم: القوة تنهض على موقع فيلمافينيتي (الإسبانية)

لم يتم العثور على روابط لمواقع التواصل الاجتماعي.